# Kuropiivka, Snovsk
Kuropiivka (în ucraineană Куропіївка) este un sat în comuna Nîzkivka din raionul Snovsk, regiunea Cernihiv, Ucraina.

## Demografie
Componența lingvistică a localității Kuropiivka
     Ucraineană (100%)
Conform recensământului din 2001, toată populația localității Kuropiivka era vorbitoare de ucraineană (100%).